# Charlie Harper
Charles "Charlie" Francis Harper es un personaje de la serie de televisión Two and a Half Men,  interpretado por el actor Charlie Sheen.
Vivía en Malibú, con su hermano Alan y con su sobrino Jake, quien se aloja en casa de Charlie los sábados y domingos. Tenía una ama de llaves llamada Berta y una acosadora llamada Rose.
Al inicio de la novena temporada, estrenada el 19 de septiembre de 2011 en Estados Unidos, se establece que Charlie murió en Francia atropellado por un tren subterráneo, cuando estaban en un viaje romántico con su acosadora Rose. Queda implícito que ella fue quien lo empujó por venganza al descubrirlo bañándose con otra mujer. Fue quemado y sus cenizas las guarda Alan en una urna. Pero se descubre que Charlie aún está vivo y Rose lo tenía encerrado pero consigue salir y se escapa por la ventana.

## Personalidad
Charlie fue un hedonista, que simplemente vivía sin preocuparse por responsabilidad alguna, las cuales evadía a toda costa, siendo esta la principal razón por la que teme al compromiso y al trabajo. De la misma manera no se preocupa por las consecuencias de sus actos, las cuales increíblemente rara vez o casi nunca lo afectaban a él, sino que recaían sobre las demás personas, como por ejemplo su hermano Alan.
Otro rasgo es su aparente despreocupación por los demás, haciendo ver que le importa muy poco lo que les ocurra a los que le rodean. Igualmente mostraba un miedo inmenso a estar enfermo, muy probablemente porque sabía que debido a su vida y sus acciones nadie se encargaría de él y por temor a la muerte.

## Estilo de Vida
Casi siempre vestía una camisa azul o blanca y shorts blancos o beige de la marca Da Vinci. En algunos capítulos, aparece de traje. Fue un hombre despreocupado por la vida, era un escritor de sintonías de anuncios o jingles, siendo su composición más famosa la de los cereales Maple Loops. Tras probar fortuna en el campo de las canciones infantiles, obtuvo un importante éxito bajo el nombre de Charlie Waffles cuando el negocio de los jingles estaba decayendo. Aparentemente, todo le salía bastante bien sin esforzarse demasiado, incluso conquistaba mujeres con mucha facilidad. A pesar de eso, en algunas ocasiones tenía problemas con las mujeres, muchas de ellas llegaron a odiarlo por la manera en cómo las trató. Muchas lo culpan por las desgracias que sufrieron cuando las dejó y en algunas ocasiones se metía en problemas mientras trataba de conseguirle alguna chica a su sobrino Jake, siempre con los padres de las jóvenes que le interesan a este.

### Sus vecinos famosos
Charlie sentía un inmenso honor de ser el soltero #1 en Malibú. Conducía un Mercedes-Benz CL 50 K AMG (anteriormente un Jaguar XK8) y además, por un tiempo fue vecino de Steven Tyler (vocalista de Aerosmith), y después de una atractiva mujer llamada Danielle (Brooke Shields). Actualmente su vecino es Jerome (Michael Clarke Duncan) (un ficticio exjugador de la NFL).

### Muerte
Charlie muere entre la octava y novena temporada al caer "accidentalmente" a las líneas de un tren subterráneo en París donde se encontraba con Rose (quien se supone lo empujó al descubrir que Charlie le fue infiel una noche antes). Luego del funeral, Alan se ve obligado a vender la casa por las deudas que dejó Charlie. La casa es comprada por Walden Schmidt (Ashton Kutcher), quien permite que Alan siga viviendo allí en agradecimiento por los consejos sobre cómo salvar su matrimonio.

### Regreso
Después de su muerte, Charlie fue frecuentemente mencionado por sus seres queridos. Se menciona su diario personal en One False Move, Zimbawe.
En el episodio "Thank you for the Intercourse", Walden Schmidt redecora su casa, donando su piano y demás objetos.
En el episodio "Why We Gave Up Women", donde Kathy Bates personifica a Charlie, este despierta a Alan en medio de una cama en el hospital. Se presenta como Charlie, pero aún no convencido de esto, le hace una serie de preguntas personales. Charlie procede a contestar correctamente y explica que ahora vive en el infierno, como parte del castigo, en el cuerpo de una mujer anciana hermafrodita (pese a disfrutarlo, argumentando que "aún tiene pechos").
Charlie aconseja a Alan de mudarse, pese a que horas después reapareciese, diciéndole que fue una broma para sacarlo de su casa. Alan finge otro ataque cardíaco para volver al hospital y poder quedarse unos días más en casa de Walden. En ese mismo hospital, Charlie aparece ante Jake, tratando de que él mismo se diese cuenta de quién era; sin embargo ante su baja capacidad intelectual no logra reconocerlo. Molesto, Charlie regresa al Infierno, escoltado por dos mujeres.
Chuck Lorre afirmó estar tan impactado por la actuación de Kathy Bates, que consideró ponerla como personaje recurrente, como una especie de guía espiritual de Alan.
En el final de la serie. Rose afirma que Charlie estaba vivo durante estos 4 años, ya que al haberle sido infiel Rose lo empujó hacia un tren, pero en realidad termina matando a Bill (una cabra bisexual con la que Charlie se había metido). De ahí, Rose decide meterlo en un pozo en un sótano en una casa de Sherman Oaks. Un día Charlie se escapa, le envía un cheque de $250000 a todas sus ex, a su hija Jenny, a Jake y a Berta, y le envía un mensaje de muerte a Alan y a Walden, mientras el les va mostrando a los dos indicios de que los va a matar, Alan y Walden deciden avisar a la policía, la cual captura al hombre incorrecto. Al final se ve a un helicóptero que carga el viejo piano de Charlie, que al parecer va a aplastar a Alan y Walden, mientras se ve a Charlie tocando el timbre de la casa, el piano aplasta a Charlie, matándolo definitivamente y poniéndole fin a la serie.

## Relación con su familia

### Madre
Tuvo una pésima relación con su madre. Siempre pensaba que ella quería hacerle daño e incluso advierte a su hermano Alan de los riesgos que implica confiar en ella. Alan tampoco parece llevarse bien con ella, pero Charlie no le tiene ningún respeto. No le gusta ni siquiera hablar por teléfono con su madre, y siempre anda llamadola el Anticristo, satanás o bruja, pero ella se lo toma con humor.

### Alan
Después de divorciarse, Alan prometió quedarse sólo unas semanas, pero terminaron siendo varios años. Charlie se molestaba en un principio por el hecho de que Alan viviera con él y en muchas ocasiones le dijo que se fuera, pero a fin de cuentas no le cobró nunca alquiler y la casa de Charlie es lo suficientemente grande para ambos. Casi siempre trataba de avergonzar a Alan frente a los demás, y pocas veces le daba consejos. Alan siempre recuerda las cosas malas que Charlie le hacía cuando eran jóvenes, sin embargo los dos confiaban mutuamente en el otro y se querían. Es un tipo que es muy inseguro de sí mismo y se pasa el tiempo envidiando la vida y estilo de Charlie.

### Jake
Cuando Alan llegó a su casa, Charlie no quería que llevara a Jake. Siempre se burlaba de él, de su amor por la comida y de su poca inteligencia. Jake es muy malo para los estudios y eso molesta a Alan, aunque Charlie algunas veces apoyaba a Jake. Con el paso del tiempo se muestra que Jake se parece más a Charlie que a Alan, pues es igual de despreocupado. Siempre que Jake se interesa en una chica, Charlie trataba de ayudar a su sobrino a conseguirle una oportunidad, sirviendo como señuelo para distraer a los padres de la chica con los que siempre termina con problemas. También le confesó secretos a Jake para que conquiste mujeres. Charlie quiere mucho a su sobrino, como lo demuestra la ocasión en la que decidió abandonar a un equipo de voleyball femenino que él y Alan conocieron en la playa por temor a que Jake estuviese pasándola mal en casa de su madre (la abuela de Jake); o cuando Jake dejó de vivir con él un tiempo, Charlie le preguntó a una de sus parejas si no había pensado en tener hijos.

## Parejas estables
A pesar de que siempre tiende a mantenerse sin compromiso con las mujeres y tratándolas de un modo superficial, hubo algunas con las que hizo el intento de compremeterse e incluso aceptándolas por ser ellas mismas.
- Lisa (Denise Richards): hasta donde se sabe fue la primera mujer que enamoró a Charlie. Salió en las temporadas 1 y 2. Dejó a Charlie por su forma de ser y su estilo de vida, Charlie al entererarse que va a casarse la invita a una Cena de Acción de Gracias con su familia (convenciendo a todos los integrantes, incluyendo los padres de Judith), y así convencerla de él ha cambiado, pero finalmente no logra hacerlo. Tiempo después se reencuentran en una cafetería y Charlie se entera de que ella se divorció y que tiene una hija pequeña (interpretada por su hija en la vida real). Él le propone mantener una relación a pesar de eso, incluso pasan una noche juntos, pero aun así Charlie no lo logra.

- Mia (Emmanuelle Vaugier): salió en varios episodios de la tercera temporada. Charlie, al verla, intentó conquistarla, pero siempre fue rechazado, y al darse cuenta de que da clases de Ballet, intenta convencer a Jake de tomar clases con ella. Cuando logra conquistarla, ella intenta cambiar su estilo de vida. Primero fue el no tener sexo al inicio de su relación, después sus hábitos alimenticios, hacer ejercicio, dejar de fumar y beber; por lo cual Charlie rechazó la relación. Al final de la temporada ella regresa para proponerle tener un hijo suyo sin que él tome la responsabilidad, después él le propone matrimonio, pero Charlie al saber que tiene que sacar a Alan y Jake de la casa cancela la boda. En un episodio de la Quinta Temporada, Charlie se entera de su boda y aloca su estilo de vida, pero al darse cuenta de que la ama intenta decírselo antes de salir al altar pero aun así ella se casa. Reaparece en dos episodios de la Séptima Temporada.

- Linda Harris (Ming-Na Wen): salió en la Quinta Temporada. Es una juez que tuvo una relación corta con Charlie. Se conocen por medio de una cita doble (con Alan y su novia, amiga de Linda). Al principio le desagradó Charlie, y él intento llamarla para reunirse, y después sin querer Charlie llega ante el tribunal con ella por estado de ebriedad y resistencia al arresto. Después de eso, Linda le da la oportunidad de salir y logra conquistarla, incluso después Charlie se gana el afecto de su hijo. Antes de asistir a una fiesta conmemorativa de Linda, Charlie toma una pastilla de éxtasis que le dio Evelyn pensando que era un tranquilizante, y durante la fiesta Charlie se embriaga más de la cuenta, y la avergüenza frente a todos, incluso toman la foto en un periódico.

- Chelsea Christine (Jennifer Taylor): Sale en la Sexta y Séptima Temporada. Aún no se sabe cómo se conocieron (pero hace un breve cameo en el episodio piloto), al principio ella solo se quedaba a pasar las noches con Charlie y le propuso pasar la noche en su casa, lo cual Charlie intentó pero no lo logró. Después van a terapia de parejas porque ella estaba harta de la misma rutina y Charlie no quería perderla, por esa misma razón se compremetieron (aunque Charlie no quería fijar fecha para la boda). Se hizo buena amiga de su madre y hablaba bien de ella, a pesar de que Charlie le decía lo contrario, incluso ella le decía a Charlie que la madre de él era mejor que la de ella, la cual trajo Charlie desde Illinois, para cenar con Chelsea y Evelyn. Después vivieron juntos en la casa (aunque fue difícil para Charlie). Se hizo muy amiga de Alan (lo cual Charlie tomó ventaja para solo hacer lo que él quería). Durante una detención de Alan, Chelsea empezó a fijarse en su abogado y hablar bien de él, lo cual llevó a Charlie a tener un ataque de celos, y debido a eso se separaron un tiempo. Cuando ella quiso reconciliarse con él, se entera de que tuvo relaciones con su mejor amiga y se enfada de nuevo, viviendo ahora con su padre y su novio gay. Se destaca por sus grandes pechos.

El personaje de Charlie Harper está fuertemente basado en Charlie Sheen, el actor que lo interpreta (es el segundo personaje interpretado por Charlie Sheen que lleva el mismo nombre que el actor, ya que también lo llevaba su personaje Charlie Crawford en la serie Spin City).